# Caio Da Cruz
Caio Da Cruz Oliveira Queiroz (Serra, 13 marzo 2002) è un calciatore brasiliano, attaccante dello Sp. San Lorenzo.

## Carriera
Dopo aver iniziato a giocare in patria, nel febbraio del 2021 è stato acquistato dai croati dell'HNK Gorica, che lo hanno subito girato in prestito al Kurilovec, nelle serie minori del calcio croato. Rientrato alla base, il 4 dicembre 2021 ha esordito fra i professionisti, disputando l'incontro di Prva hrvatska nogometna liga pareggiato 1-1 contro l'Osijek.

## Statistiche

### Presenze e reti nei club
Statistiche aggiornate al 13 febbraio 2023.
| Stagione          | Squadra           | Campionato        | Campionato | Campionato | Coppe nazionali | Coppe nazionali | Coppe nazionali | Coppe continentali | Coppe continentali | Coppe continentali | Altre coppe | Altre coppe | Altre coppe | Totale | Totale |
| Stagione          | Squadra           | Comp              | Pres       | Reti       | Comp            | Pres            | Reti            | Comp               | Pres               | Reti               | Comp        | Pres        | Reti        | Pres   | Reti   |
| ----------------- | ----------------- | ----------------- | ---------- | ---------- | --------------- | --------------- | --------------- | ------------------ | ------------------ | ------------------ | ----------- | ----------- | ----------- | ------ | ------ |
| 2021-2022         | HNK Gorica        | 1.HNL             | 17         | 1          | CC              | 2               | 0               |                    | -                  | -                  |             | -           | -           | 19     | 1      |
| 2022-2023         | HNK Gorica        | HNL               | 11         | 1          | CC              | 1               | 0               |                    | -                  | -                  |             | -           | -           | 12     | 1      |
| Totale HNK Gorica | Totale HNK Gorica | Totale HNK Gorica | 28         | 2          |                 | 3               | 0               |                    | -                  | -                  |             | -           | -           | 31     | 2      |
| Totale carriera   | Totale carriera   | Totale carriera   | 28         | 2          |                 | 3               | 0               |                    | -                  | -                  |             | -           | -           | 31     | 2      |